# دوین کلارک
دوین کلارک (انگلیسی: Devin Clark؛ زادهٔ ۱۲ آوریل ۱۹۹۰) ورزشکار هنرهای رزمی ترکیبی اهل ایالات متحده آمریکا است. وی از سال ۲۰۱۰ میلادی تاکنون مشغول فعالیت بوده‌است.